# Taxonomia dos dinossauros

Filogenia simplificada dos dinossauros

A taxonomia dos dinossauros, começou em 1842, quando Sir Richard Owen colocou o  Iguanodon, Megalosaurus e Hylaeosaurus em "uma tribo distinta ou subordem dos répteis sáurios, para os quais eu gostaria de propor o nome de Dinosauria."  Em 1887 e 1888, Harry Seeley dividiu os dinossauros em duas ordens, Saurischia e Ornithischia, com base na sua estrutura de quadril. Estas divisões se mostraram extraordinariamente duradouras, apesar de várias mudanças sistémicas na taxonomia dos dinossauros.
A maior mudança foi motivada pelo entomologista Willi Hennig numa obra da década de 1950, que transformou a classificação tradicional na moderna cladística. Para espécimes conhecidos apenas a partir de fósseis, a análise rigorosa de caracteres para determinar as relações evolutivas entre diferentes linhagens de animais (clados) se provou extremamente útil. Quando as análises cladísticas baseadas em computador começaram na década de 1990, os paleontólogos tornaram-se uns dos primeiros zoólogos a adotar o sistema. Análises progressivas e trabalhar em cima das inter-relações dos dinossauros, com o auxílio de novas descobertas que lançam luz sobre as relações anteriormente incertas entre taxa, começaram a produzir uma classificação estabilizada desde meados dos anos 2000. Enquanto a cladística é o sistema classificatório predominante entre os profissionais da paleontologia, o sistema de Lineu ainda está em uso, especialmente em obras destinadas a distribuição popular.

## Classificação de Benton
Como a maioria dos paleontólogos de dinossauros têm defendido uma mudança da tradicional classificação da taxonomia de Lineu em favor de sistemas filogenéticos, algumas classificações taxonômicas de dinossauros foram publicadas desde a década de 1980. O esquema seguinte é um dos mais recentes, surgindo a partir da terceira edição do Vertebrate Palaeontology. Embora estruturado de forma a refletir as relações evolutivas (semelhante a um cladograma), também mantém as categorias tradicionais utilizadas na taxonomia de Lineu. A classificação foi atualizada a partir da segunda edição, em 2000, para refletir novas pesquisas, mas permanece fundamentalmente conservadora.
Michael Benton classifica todos os dinossauros dentro dos Amniota, Classe Sauropsida, Subclasse Diapsida, Infraclasse Archosauromorpha, Divisão Archosauria, Subdivisão Avemetatarsalia, Infradivisão Ornithodira, e Superordem Dinosauria. Dinosauria é então dividida em duas ordens tradicionais, Saurischia e Ornithischia. O punhal (†) é usado para indicar táxons sem membros vivos.

### Ordem Saurischia
- Subordem Theropoda
  - †Infraordem Herrerasauria
  - †Infraordem Coelophysoidea
  - †Infraordem Ceratosauria+
    - †Divisão Neoceratosauria+
      - †Subdivisão Abelisauroidea
        - †Família Abelisauridae
        - †Família Noasauridae

      - †Subdivisão Ceratosauridae

  - Infraordem Tetanurae
    - †Divisão Megalosauria
      - †Subdivisão Spinosauroidea
        - †Família Megalosauridae
        - †Família Spinosauridae

    - †Divisão Carnosauria
      - †Subdivisão Allosauroidea
        - †Família Allosauridae
        - †Família Carcharodontosauridae

    - Divisão Coelurosauria
      - †Família Coeluridae
      - Subdivisão Maniraptoriformes
        - †Família Tyrannosauridae
        - †Família Ornithomimidae
        - Infradivisão Maniraptora
          - †Família Alvarezsauridae
          - †Família Therizinosauridae
          - †Grupo Deinonychosauria
            - †Família Troodontidae
            - †Família Dromaeosauridae
            - Classe Aves
- †Subordem Sauropodomorpha
  - †Thecodontosaurus
  - †Família Plateosauridae
  - †Riojasaurus
  - †Família Massospondylidae
  - †Infraordem Sauropoda
    - †Família Vulcanodontidae
    - †Família Omeisauridae
    - †Divisão Neosauropoda
      - †Família Cetiosauridae
      - †Família Diplodocidae
      - †Subdivisão Macronaria
        - †Família Camarasauridae
        - †Infradivisão Titanosauriformes
          - †Família Brachiosauridae
          - †Grupo Somphospondyli
            - †Família Euhelopodidae
            - †Família Titanosauridae

### †Ordem Ornithischia
- †Família Pisanosauridae
- †Família Fabrosauridae
- †Subordem Thyreophora
  - †Família Scelidosauridae
  - †Infraordem Stegosauria
  - †Infraordem Ankylosauria
    - †Família Nodosauridae
    - †Família Ankylosauridae
- †Subordem Cerapoda
  - †Infraordem Pachycephalosauria
  - †Infraordem Ceratopsia
    - †Família Psittacosauridae
    - †Família Protoceratopsidae
    - †Família Ceratopsidae

  - †Infraordem  Ornithopoda
    - †Família Heterodontosauridae
    - †Família Hypsilophodontidae
    - †Família Iguanodontidae *
    - †Família Hadrosauridae

## Classificação de Weishampel/Dodson/Osmólska
A classificação seguinte é baseada na segunda edição do The Dinosauria, uma compilação de artigos escritos por especialistas na área que forneceram a cobertura mais abrangente de Dinosauria disponível quando foi publicado pela primeira vez em 1990. A segunda edição atualiza e revê esse trabalho.
O cladograma e definições filogenéticas abaixo refletem o atual entendimento de relações evolucionárias. A taxa e símbolos entre parênteses após uma dada taxa defini esses relacionamentos. O símbolo de mais ("+") entre taxas indica que a taxa dada é um clado nó de base, definido como compreendendo todos os descendentes do último ancestral comum da taxa, acrescentada. O símbolo maior que (">") indica que o taxon dado é um clado baseado em ramo, que compreende todos os organismos que compartilham um ancestral comum que não seja também um antepassado do táxon "menor".

### Saurischia
(Tyrannosaurus/Allosaurus > Triceratops/Stegosaurus)
- Herrerasauria (Herrerasaurus > Liliensternus, Plateosaurus)
  - Herrerasauridae (Herrerasaurus + Staurikosaurus)
- ? Eoraptor lunensis
- Sauropodomorpha (Saltasaurus > Theropoda)
  -  ? Saturnalia tupiniquim
  -  ? Thecodontosauridae
  - Prosauropoda (Plateosaurus > Sauropoda)
    -  ? Thecodontosauridae
    -  ? Anchisauria (Anchisaurus + Melanorosaurus)
      -  ? Anchisauridae (Anchisaurus > Melanorosaurus)
      -  ? Melanorosauridae (Melanorosaurus > Anchisaurus)

    - Plateosauria (Jingshanosaurus + Plateosaurus)
      - Massospondylidae
      - Yunnanosauridae
      - Plateosauridae (Plateosaurus > Yunnanosaurus, Massospondylus)

  - Sauropoda (Saltasaurus > Plateosaurus)
    -  ? Anchisauridae
    -  ? Melanorosauridae
    - Blikanasauridae
    - Vulcanodontidae
    - Eusauropoda (Shunosaurus + Saltasaurus)
      -  ? Euhelopodidae
      - Mamenchisauridae
      - Cetiosauridae (Cetiosaurus > Saltasaurus)
      - Neosauropoda (Diplodocus + Saltasaurus)
        - Diplodocoidea (Diplodocus > Saltasaurus)
          - Rebbachisauridae (Rebbachisaurus > Diplodocus)
          - Flagellicaudata
            - Dicraeosauridae (Dicraeosaurus > Diplodocus)
            - Diplodocidae (Diplodocus > Dicraeosaurus)

        - Macronaria (Saltasaurus > Diplodocus)
          -  ? Jobaria tiguidensis
          - Camarasauromorpha (Camarasaurus + Saltasaurus)
            - Camarasauridae
            - Titanosauriformes (Brachiosaurus + Saltasaurus)
              - Brachiosauridae (Brachiosaurus > Saltasaurus)
              - Titanosauria (Saltasaurus > Brachiosaurus)
                - Andesauridae
                - Lithostrotia (Malawisaurus + Saltasaurus)
                  - Isisaurus colberti
                  - Paralititan stromeri
                  - Nemegtosauridae
                  - Saltasauridae (Opisthocoelicaudia + Saltasaurus)
- Theropoda (Passer domesticus > Cetiosaurus oxoniensis)
  -  ? Eoraptor lunensis
  -  ? Herrerasauridae
  - Ceratosauria (Ceratosaurus nasicornis > Aves)
    -  ? Coelophysoidea (Coelophysis > Ceratosaurus)
      -  ? Dilophosaurus wetherilli
      - Coelophysidae (Coelophysis + Megapnosaurus)

    -  ? Neoceratosauria (Ceratosaurus > Coelophysis)
      - Ceratosauridae
      - Abelisauroidea (Carnotaurus sastrei > C. nasicornis)
        - Abelisauria (Noasaurus + Carnotaurus)
          - Noasauridae
          - Abelisauridae (Abelisaurus comahuensis + C. sastrei)
            - Carnotaurinae (Carnotaurus > Abelisaurus)
            - Abelisaurinae (Abelisaurus > Carnotaurus)

  - Tetanurae (P. domesticus > C. nasicornis)
    -  ? Spinosauroidea (Spinosaurus aegyptiacus > P. domesticus)
      - Megalosauridae (Megalosaurus bucklandii > P. domesticus, S. aegyptiacus, Allosaurus fragilis)
        - Megalosaurinae (M. bucklandii > Eustreptospondylus oxoniensis)
        - Eustreptospondylinae (E. oxoniensis > M. bucklandii)

      - Spinosauridae (S. aegyptiacus > P. domesticus, M. bucklandii, A. fragilis)
        - Baryonychinae (Baryonyx walkeri > S. aegyptiacus)
        - Spinosaurinae (S. aegyptiacus > B. walkeri)

    - Avetheropoda (A. fragilis + P. domesticus)
      - Carnosauria (A. fragilis > Aves)
        -  ? Spinosauroidea
        - Monolophosaurus jiangi
        - Allosauroidea (A. fragilis + Sinraptor dongi)
          - Allosauridae (A. fragilis > S. dongi, Carcharodontosaurus saharicus)
          - Sinraptoridae (S. dongi > A. fragilis, C. saharicus)
          - Carcharodontosauridae (C. saharicus > A. fragilis, S. dongi)

      - Coelurosauria (P. domesticus > A. fragilis)
        - Compsognathidae (Compsognathus longipes > P. domesticus)
        - Proceratosaurus bradleyi
        - Ornitholestes hermanni
        - Tyrannoraptora (Tyrannosaurus rex + P. domesticus)
          - Coelurus fragilis
          - Tyrannosauroidea (T. rex > Ornithomimus velox, Deinonychus antirrhopus, A. fragilis)
            - Dryptosauridae
            - Tyrannosauridae (T. rex + Tarbosaurus bataar + Daspletosaurus torosus + Albertosaurus sarcophagus + Gorgosaurus libratus)
              - Tyrannosaurinae (T. rex > A. sarcophagus)
              - Albertosaurinae (A. sarcophagus > T. rex)

          - Maniraptoriformes (O. velox + P. domesticus)
            - Ornithomimosauria (Ornithomimus edmontonicus + Pelecanimimus polyodon)
              - Harpymimidae
              - Garudimimidae
              - Ornithomimidae

            - Maniraptora (P. domesticus > O. velox)
              - Oviraptorosauria (Oviraptor philoceratops > P. domesticus)
                - Caenagnathoidea (O. philoceratops + Caenagnathus collinsi)
                  - Caenagnathidae (C. collinsi > O. philoceratops)
                  - Oviraptoridae (O. philoceratops > C. collinsi)
                    - Oviraptorinae (O. philoceratops + Citipati osmolskae)

                - Therizinosauroidea (Therizinosaurus + Beipiaosaurus)
                  - Alxasauridae
                  - Therizinosauridae

              - Paraves (P. domesticus > O. philoceratops)
                - Eumaniraptora (P. domesticus + D. antirrhopus)
                  - Deinonychosauria (D. antirrhopus > P. domesticus or Dromaeosaurus albertensis + Troodon formosus)
                    - Troodontidae (T. formosus > Velociraptor mongoliensis)
                    - Dromaeosauridae (Microraptor zhaoianus + Sinornithosaurus millenii + V. mongoliensis)

                  - Avialae (Archaeopteryx + Neornithes)

### Ornithischia
(Iguanodon/Triceratops > Cetiosaurus/Tyrannosaurus)
- ? Lesothosaurus diagnosticus
- ? Heterodontosauridae
- Genasauria (Ankylosaurus + Triceratops)
  - Thyreophora (Ankylosaurus > Triceratops)
    - Scelidosauridae
    - Eurypoda (Ankylosaurus + Stegosaurus)
      - Stegosauria (Stegosaurus > Ankylosaurus)
        - Huayangosauridae (Huayangosaurus > Stegosaurus)
        - Stegosauridae (Stegosaurus > Huayangosaurus)
          - Dacentrurus armatus
          - Stegosaurinae (Stegosaurus > Dacentrurus)

      - Ankylosauria (Ankylosaurus > Stegosaurus)
        - Ankylosauridae (Ankylosaurus > Panoplosaurus)
          - Gastonia burgei
          - Shamosaurus scutatus
          - Ankylosaurinae (Ankylosaurus > Shamosaurus)

        - Nodosauridae (Panoplosaurus > Ankylosaurus)

  - Cerapoda (Triceratops > Ankylosaurus)
    - Ornithopoda (Edmontosaurus > Triceratops)
      -  ? Lesothosaurus diagnosticus
      -  ? Heterodontosauridae
      - Euornithopoda
        - Hypsilophodon foxii
        - Thescelosaurus neglectus
        - Iguanodontia (Edmontosaurus > Thescelosaurus)
          - Tenontosaurus tilletti
          - Rhabdodontidae
          - Dryomorpha
            - Dryosauridae
            - Ankylopollexia
              - Camptosauridae
              - Styracosterna
                - Lurdusaurus arenatus
                - Iguanodontoidea (=Hadrosauriformes)
                  - Iguanodontidae
                  - Hadrosauridae (Telmatosaurus + Parasaurolophus)
                    - Telmatosaurus transsylvanicus
                    - Euhadrosauria
                      - Lambeosaurinae
                      - Saurolophinae (=Hadrosaurinae)

    - Marginocephalia
      - Pachycephalosauria (Pachycephalosaurus wyomingensis > Triceratops horridus)
        - Goyocephala (Goyocephale + Pachycephalosaurus)
          - Homalocephaloidea (Homalocephale + Pachycephalosaurus)
            - Homalocephalidae
            - Pachycephalosauridae

      - Ceratopsia (Triceratops > Pachycephalosaurus)
        - Psittacosauridae
        - Neoceratopsia
          - Coronosauria
            - Protoceratopsidae
            - Bagaceratopidae
            - Ceratopsoidea
              - Leptoceratopsidae
              - Ceratopsomorpha
                - Ceratopsidae
                  - Centrosaurinae
                  - Chasmosaurinae

## Classificação de Baron/Norman/Barrett
Em 2017, Matthew G. Baron e seus colegas publicaram uma nova análise propondo colocar Theropoda (exceto Herrerasauridae) e Ornithischia dentro de um novo grupo chamado Ornithoscelida (um nome originalmente cunhado por Thomas Henry Huxley em 1870), redefinindo Saurischia para cobrir apenas Sauropodomorpha e Herrerasauridae. Entre outras coisas, isso exigiria que a hipercarnivoria tenha evoluído independentemente em Theropoda e Herrerasauridae.